# 中央電子
中央電子株式会社（ちゅうおうでんし）は、東京都八王子市に本社を置く電子機器メーカーである。

## 概要
- 電子機器及びシステム機器を中心とした独立系メーカ
- 日本国内で最も早い時期からUNIXの製品化を行うなど、技術指向が高く他社に先行した機器を多く手がけていた。
- 公営競技用のシステム、画像処理システムや遠隔監視システムを手がけるなど、特色を持った製品が多い。

## 連結子会社
現在の系列会社は以下の通り。
- シーイーシーテクノ株式会社